# Beneath Apple Manor
Beneath Apple Manor è un videogioco roguelike sviluppato da Don Worth nel 1978 per Apple II. Nel 1983 ne sono state realizzate conversioni per PC booter e Atari 8-bit.
Basato sul gioco di ruolo Dungeons & Dragons, il videogioco anticipa di due anni le caratteristiche di Rogue, sebbene Worth abbia dichiarato di averlo creato in maniera indipendente.

## Modalità di gioco
Il personaggio giocante viene controllato tramite tastiera usando una serie di comandi associati alle lettere. Il protagonista possiede quattro statistiche: forza (S), intelligenza (I), destrezza (D) e punti ferita (B). Alcune azioni del gioco causano una diminuzione delle statistiche, che possono essere recuperate riposando (ad eccezione dei punti ferita che sono ripristinati solamente mediante apposito incantesimo).